# Ahotireitsu
Ahotireitsu (Shasta Valley people; narod iz doline Shasta), jedna od pet lokalnih skupina pravih Shasta Indijanaca, porodica shastan, koji su živjeli u dolini Shasta u Kaliforniji, okrug Siskiyou. Njihovih pet sela su bila Ahawaiwig, Asta, Ihiweah, Ikahig i Kusta.